# Schloss Bischofszell

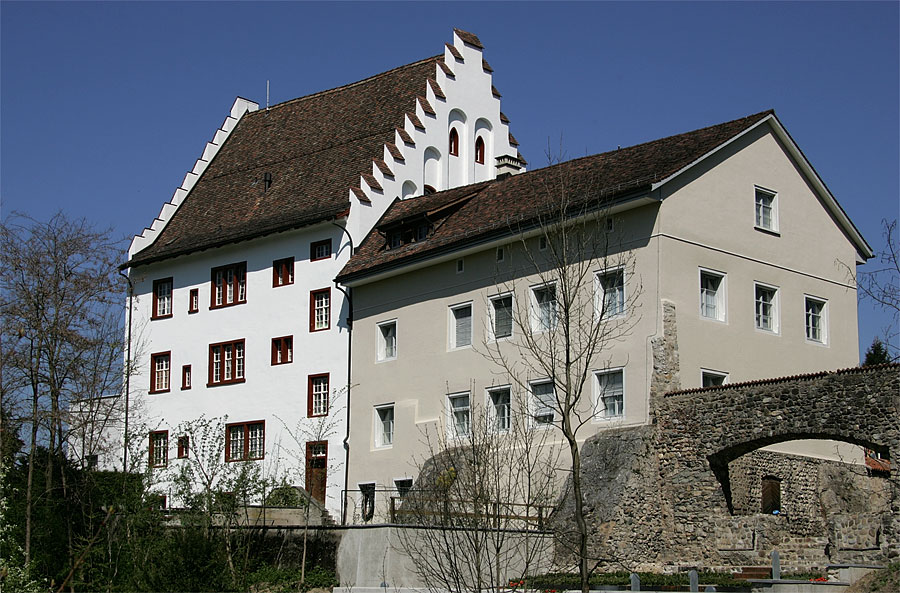
Schloss Bischofszell

Das Schloss Bischofszell befindet sich in der Stadt Bischofszell in dem Schweizer Kanton Thurgau.

## Geschichte
Die ehemalige Bischofsburg des Bistums Konstanz befindet sich innerhalb der Stadtmauern in der südwestlichen Ecke der Stadt Bischofszell. Südlich und westlich ist sie durch Steilabhänge geschützt. Alte Ansichten zeigen noch den im Jahr 1843 geschleiften Turm, der nach der Sage unter Bischof Salomo III. von Konstanz zum Schutz gegen die Ungarn erbaut worden sei. Das Erdgeschoss der Burg weist in seinen Formen auf das 13. oder das beginnende 14. Jahrhundert als Bauzeit; das Obergeschoss dürfte von einem um 1500 unternommenen Neubau herrühren. Das Schloss diente dem bischöflich-konstanzischen Obervogt zur Residenz; er war Schirmherr des weltlichen Chorstifts St. Pelagius zu Bischofszell, präsidierte Rat und Malefizgericht der Stadt und übte die bischöfliche Gerichtsherrlichkeit über das Schönenbergeramt aus. Nach der Aufhebung der bischöflichen Herrschaft, 1798, ging das Schloss in Privatbesitz über. Ein Bildteppich von 1500 im Historischen Museum Basel zeigt die wohl älteste Ansicht der Burg.